# Red de Sobrevivientes de Abuso Sexual por Sacerdotes
La Red de Sobrevivientes de Abuso Sexual por Sacerdotes (SNAP, en inglés Survivors Network of those Abused by Priests) es una organización sin ánimo de lucro que apoya a sobrevivientes de abuso sexual cometido por ministros religiosos. 
Organización fundada en 1989 por Barbara Blaine, tiene como misión proteger al vulnerable, curar al herido y prevenir el abuso y cuenta con más de 56.000 miembros en 56 países. y entre sus capítulos están cristianos ortodoxos, presbiterianos, testigos de Jehová, jóvenes misioneros, boyscouts, menonitas, familiares de sobrevivientes, adultos abusados, abusados por mujeres religiosas.
En la actualidad, SNAP está conducida por Zach Hiner.